# Wittering (Cambridgeshire)
Wittering est une paroisse civile et un village du Cambridgeshire, en Angleterre.